# Audrey Christiaan
Audrey Christiaan é uma política e ativista ambiental indígena do Suriname. É conselheira do Partido Direito e o Desenvolvimento (PRO) e nas eleições de 2020 foi candidata em Paramaribo.

## Biografia
Christiaan é filha da activista indígena Thelma Christiaan-Bigiman.  Em 2011, assumiu o lugar da mãe, na presidência da Associação Sócio-Cultural Indígena: Juku Jume Mar. 
Em 2015, ela criou a plataforma ESAV (Platform for Unity and Solidarity for Alliance and Progress) de e para indígenas que tem como politicas centrais a  Conservação e educação. No dia 21 de Janeiro de 2015, em Paramaribo, a plataforma definiu um programa de 15 pontos.  Um dos pontos centrais do programa, foi o reconhecimento dos povos indígenas na Constituição do Suriname como seus primeiros habitantes e a inclusão do ponto de vista destes nos acontecimentos históricos do país.   Em 2017, juntaram-se a ela outras feministas caribenhas na conferência: "Rumo a uma política de responsabilidade: feminismos caribenhos, geografias indígenas, lutas comuns". 

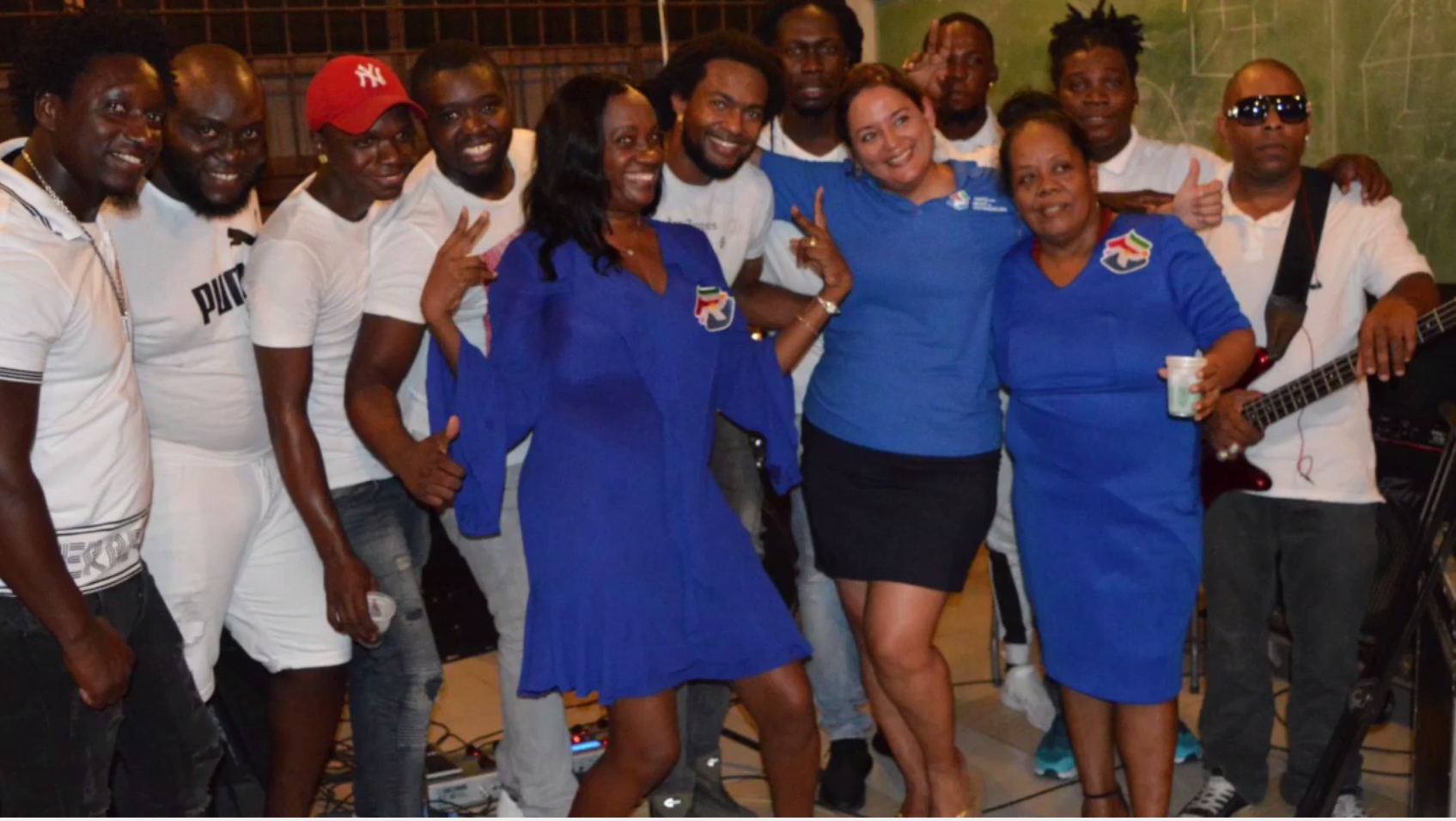
Membros do PRO em Lob Makandra 2019

Christiaan deixou o cargo de presidente da ESAV, para se concentrar na sua carreira política, em Março de 2019.  Ela manteve o cargo de presidente da Juku Jume Mar.  Foi eleita conselheira do Partido para o Direito e o Desenvolvimento (PRO), no qual ingressou no PRO porque as políticas de direitos indígenas do partido se alinhavam com as suas próprias prioridades.  Nas eleições de 2020 do Suriname, ela foi candidata pelo partido no distrito de Paramaribo.  No entanto, o partido PRO não adquiriu nenhum assento. 